# Quintette à cordes no 1 de Beethoven
Pour les articles homonymes, voir Quintette à cordes (homonymie).
Le Quintette à cordes en mi bémol majeur opus 4 fait partie des premières œuvres écrites par Ludwig van Beethoven à Vienne après y avoir établi sa réputation de pianiste virtuose. Il fut publié en 1797 à Vienne chez Artaria. et est dédié au comte von Fries. Il s'agit en réalité d'une refonte radicale et d'une extension de l'Octuor à vents opus 103 composé en 1792. Selon Franz Gerhard Wegeler (un ami de Beethoven) il aurait pour origine un essai infructueux de Beethoven pour répondre à la commande d'un quatuor par le comte Apponyi.
L'opus 4 fut à son tour arrangé en trio pour piano, violon et violoncelle et publié par Artaria en 1806 sous le numéro d'opus 63; il n'est en fait pas de Beethoven et a peut-être même été réalisé à son insu,.

## Composition
Le quintette à cordes est une formation que Beethoven n'utilisa que rarement. D'après les esquisses, sa composition apparaît contemporaine de celle du 1er Trio opus 1, c'est-à-dire vers 1794-1795.
Comme Haydn, Mozart et maints petits compositeurs avant lui, le jeune Beethoven sacrifia au goût du XVIIIe siècle pour la Harmoniemusik (i.e. la musique pour instruments à vent) à travers plusieurs œuvres enjouées, des divertimenti adressés à des combinaisons instrumentales assorties. La plus substantielle fut l’Octuor pour deux hautbois, deux clarinettes, deux bassons et deux cors qu’il entama à Bonn en 1792 et qu’il acheva au début de 1793 peu après s’être installé à Vienne, insatiable demandeuse d’Harmoniemusik de plein air. Deux ans plus tard, il revint à cet Octuor resté inédit (il ne sera publié qu’après sa mort, sous le numéro d’opus 103) et le changea en quintette à cordes avec deux altos, comme Mozart l’avait fait avec son Octuor en ut mineur, K388, à cette différence cruciale près : Mozart a réalisé une transcription à peu près stricte, alors que Beethoven a fait de son Quintette à cordes en mi bémol majeur, op. 4 une refonte radicale, une extension de l’Octuor original. Entre 1792 et 1795, il avait connu une rapide maturation compositionnelle, surtout grâce à ses contacts intensifs avec les ultimes symphonies et quatuors de Haydn (on ne devrait pas prendre pour argent comptant sa remarque, souvent citée, selon laquelle il n’avait rien retiré de ses leçons avec Haydn, en 1793). Et son Quintette est, à tous égards, plus abouti que son Octuor — plus suave, plus sophistiqué et bien plus ciselé.

## Structure
Effectif : 2 violons, 2 altos et violoncelle.
Le quintette est en quatre mouvements :
1. Allegro con brio, à , en mi bémol majeur
2. Andante, à 
, en si bémol majeur
3. Menuetto più allegretto, à 
, en mi bémol majeur
4. Presto, à 
, en mi bémol majeur

Durée d'exécution : environ 30 minutes.
Fait typique du Beethoven de 1795, le « travail thématique » imprègne tout le tissu musical, l’habituelle figure accompagnante étant cantonnée à un niveau minimal. À la fois plus légères et plus souples que celles de l’Octuor, les textures du Quintette regorgent, surtout dans le premier mouvement, de ce jeu contrapuntique entre les instruments, libre et informel, qui est l’une des gloires du classicisme viennois tel que Haydn et Mozart le perfectionnèrent. Nul ne pourrait soupçonner que de larges pans de cette musique ne furent pas écrits directement pour cordes. Le développement, vaste extension de celui de l’Octuor, est particulièrement caractéristique, tant par son exaltante gamme de modulation que par la manière dont son frétillant motif de doubles croches domine presque chaque progression de l’argument musical. Après avoir annoncé la réexposition avec le si bémol « pédale » du violoncelle, Beethoven en repousse l’arrivée de quelques mesures en glissant dans la tonalité éloignée « napolitaine » de mi majeur—un exquis moment de duperie harmonique.
Le deuxième mouvement Andante, en si bémol majeur — une sérénade détendue sur fond de sicilienne —, réserve, lui aussi, son lot de surprises harmoniques, d’un type que Beethoven tenait sûrement de Haydn. Dans le bref développement central, la musique plonge immédiatement de fa majeur à un crépusculaire ré bémol majeur, avant de moduler jusqu’à un étonnant la mineur.
Quoique marqué, assez curieusement, Menuetto più Allegretto, le troisième mouvement est un exemple précoce de scherzo beethovénien, avec une pointe d’entêtement dans le traitement d’une omniprésente figure en gammes staccato ascendante, vague préfiguration du scherzo de la Symphonie no 9. Ici, Beethoven agrandit l’original de son Octuor en étoffant la structure de phrase mais aussi en ajoutant une seconde section en trio: marquée sempre dolce e piano, elle réduit le quintette en quatuor (le second alto se tait tout du long) et arbore des portions d’imitation canonique sinueuse, peut-être en hommage au menuet et trio de l’Octuor/Quintette en ut mineur mozartien. La poétique déviation vers mi majeur, dans la seconde moitié du trio, fait écho au mouvement harmonique similaire à la fin du développement du premier mouvement.
Le finale-rondo de sonate incarne, lui aussi, une refonte radicale, doublée d’un agrandissement de l’Octuor: le thème principal gambadant passe de douze à vingt-huit mesures, et un nouveau premier épisode exploite le potentiel comique du thème tout en nous laissant deviner, à la Haydn, le moment exact de son retour.

## Sources
- Jean Massin et Brigitte Massin, Ludwig van Beethoven, Paris, Fayard, 1967, 851 p. (ISBN 2-213-00348-3), p. 600.
- Richard Wigmore, Notes pour l'enregistrement du Nash Ensemble, Hyperion Records 2009.